# Communauté de communes Arve et Salève
Die Communauté de communes Arve et Salève ist ein französischer Gemeindeverband mit Rechtsform einer Communauté de communes im Département Haute-Savoie, dessen Verwaltungssitz sich in dem Ort Reignier-Ésery befindet. Sein Gebiet erstreckt sich von der Ostseite des Salève bis hinunter in das mittlere Tal der Arve. Der Ende 1993 gegründete Gemeindeverband besteht aus acht Gemeinden und zählt 18.266 Einwohner (Stand 2012) auf einer Fläche von 99,31 km², sein Präsident ist Louis Favre.

## Aufgaben
Zu den vorgeschriebenen Kompetenzen gehören die Entwicklung und Förderung wirtschaftlicher Aktivitäten und des Tourismus sowie die Raumplanung auf Basis eines Schéma de Cohérence Territoriale. Der Gemeindeverband bestimmt die Wohnungsbaupolitik und betreibt die Müllabfuhr und ‑entsorgung, die Straßenmeisterei sowie den Schulbus- und öffentlichen Nahverkehr.

## Mitgliedsgemeinden
Folgende acht Gemeinden gehören der Communauté de communes Arve et Salève an:
| Gemeinde                              | Einwohner 1. Januar 2022 | Fläche km² | Dichte Einw./km² | Code INSEE | Postleitzahl |
| ------------------------------------- | ------------------------ | ---------- | ---------------- | ---------- | ------------ |
| Arbusigny                             | 1.136                    | 12,25      | 93               | 74015      | 74930        |
| Arthaz-Pont-Notre-Dame                | 1.670                    | 5,96       | 280              | 74021      | 74380        |
| La Muraz                              | 1.055                    | 14,38      | 73               | 74193      | 74560        |
| Monnetier-Mornex                      | 2.333                    | 11,40      | 205              | 74185      | 74560        |
| Nangy                                 | 1.708                    | 4,35       | 393              | 74197      | 74380        |
| Pers-Jussy                            | 3.207                    | 18,68      | 172              | 74211      | 74930        |
| Reignier-Ésery                        | 8.112                    | 25,08      | 323              | 74220      | 74930        |
| Scientrier                            | 1.216                    | 7,21       | 169              | 74262      | 74930        |
| Communauté de communes Arve et Salève | 20.437                   | 99,31      | 206              | –          | –            |